# Rhodia (Océanide)
Pour la fille de Poséidon, voir Rhodé.
Pour les articles homonymes, voir Rhodia (homonymie).
Dans la mythologie grecque, Rhodia (en grec ancien Ῥόδεια / Rhódeia), fille de Téthys et d'Océan, est une des Océanides du catalogue hésiodique.

## Étymologie
Rhodia, en grec ancien Ῥόδεια / Rhódeia, signifie « de couleur rose » ou « de roses ».

### Sources
- Hésiode, Théogonie [détail des éditions] [lire en ligne] (v. 351)